# Xã Waltham, Quận Mower, Minnesota
Xã Waltham (tiếng Anh: Waltham Township) là một xã thuộc quận Mower, tiểu bang Minnesota, Hoa Kỳ. Năm 2010, dân số của xã này là 339 người.